# Noceta
Noceta est une commune française située dans la circonscription départementale de la Haute-Corse et le territoire de la collectivité de Corse. Elle appartient à l'ancienne piève de Vivario.

## Géographie

### Situation
Noceta est une commune de montagne de l'intérieur de l'île. Au XVIIIe siècle, c'était encore une communauté de l'ancienne piève de Rogna. Elle fait aujourd'hui partie du canton de Vezzani, et est adhérente au parc naturel régional de Corse (P.N.R.C.), dans son « territoire de vie » nommé Centru di Corsica (Centre Corse).

### Géologie et relief
La commune est située sur la partie septentrionale du Renoso, massif dans le domaine de la « Corse cristalline », à roches magmatiques, qui comprend les deux tiers de l'île à l'Ouest de l'axe dépressionnaire central de l'île - allant de L'Île-Rousse à Corte et Solenzara).
Son territoire s'étale à partir du Sud, depuis son culmen (1 426 m) sur le flanc septentrional de la Punta Paglia (1 528 m), jusqu'au lit du Vecchio qui le sépare de Venaco au Nord-Ouest et au Nord de la commune. Occupant une partie du bassin versant rive droite du Vecchio, il se présente en forme de "V", avec deux arêtes de montagnes partant de la ligne de crête au Nord du massif et formant un vallon central, avec le village sur une petite arête intermédiaire. Il est limité au Nord-Est, à la confluence du Vecchio avec le Tavignano.

### Hydrographie

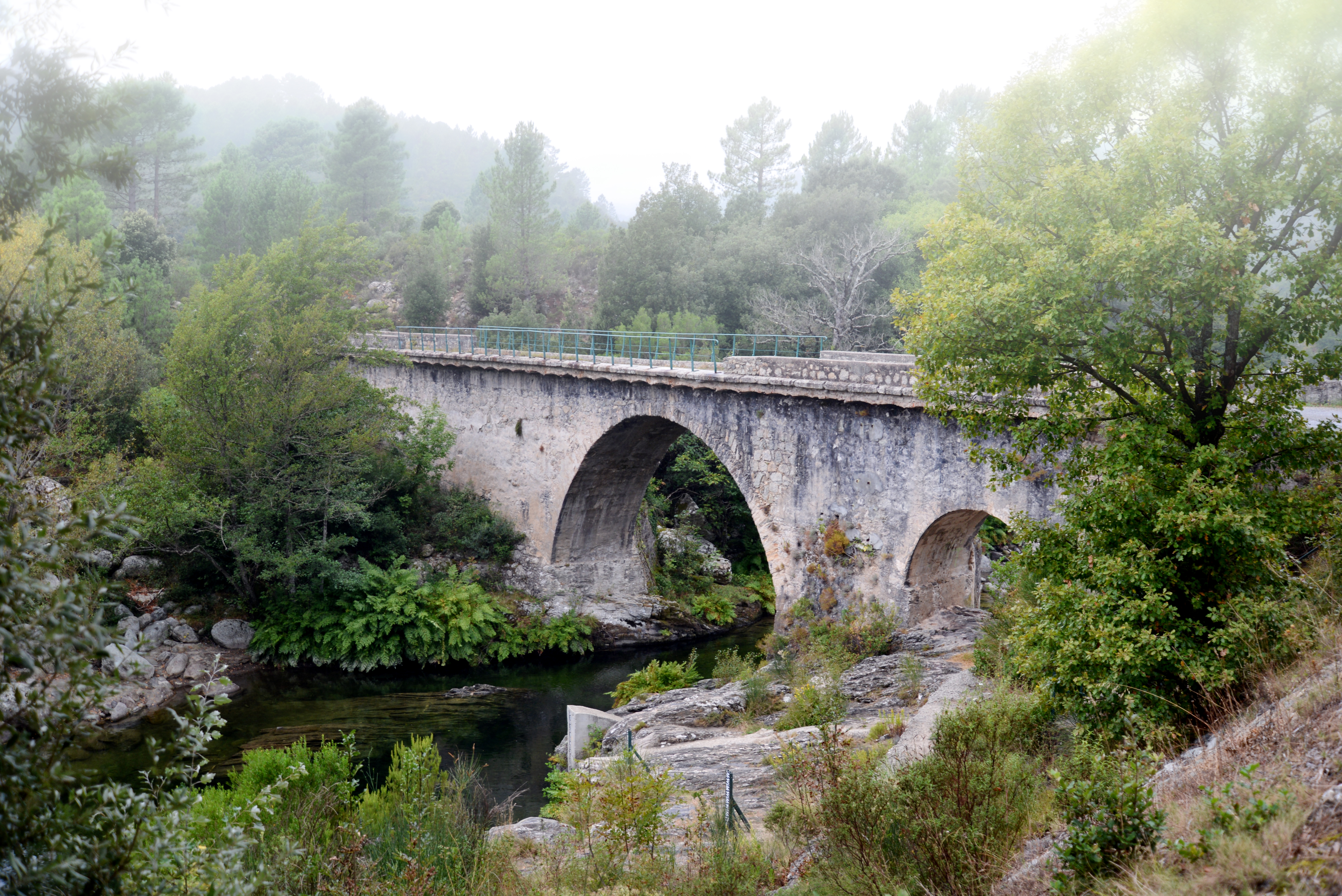
Pont de Noceta sur le Vecchio.

Le Vecchio affluent du Tavignano, qui longe Noceta au Nord-Ouest et au Nord, entre le lieu-dit « Ponte » et sa confluence avec le Tavignano en aval du pont d'Ajiunta de la RN200, est le principal cours d'eau communal. Il est alimenté par plusieurs ruisseaux, en particulier le Cardiglione et le Quarcigrosso, ainsi que le plus petit Bagliacone.

### Climat et végétation

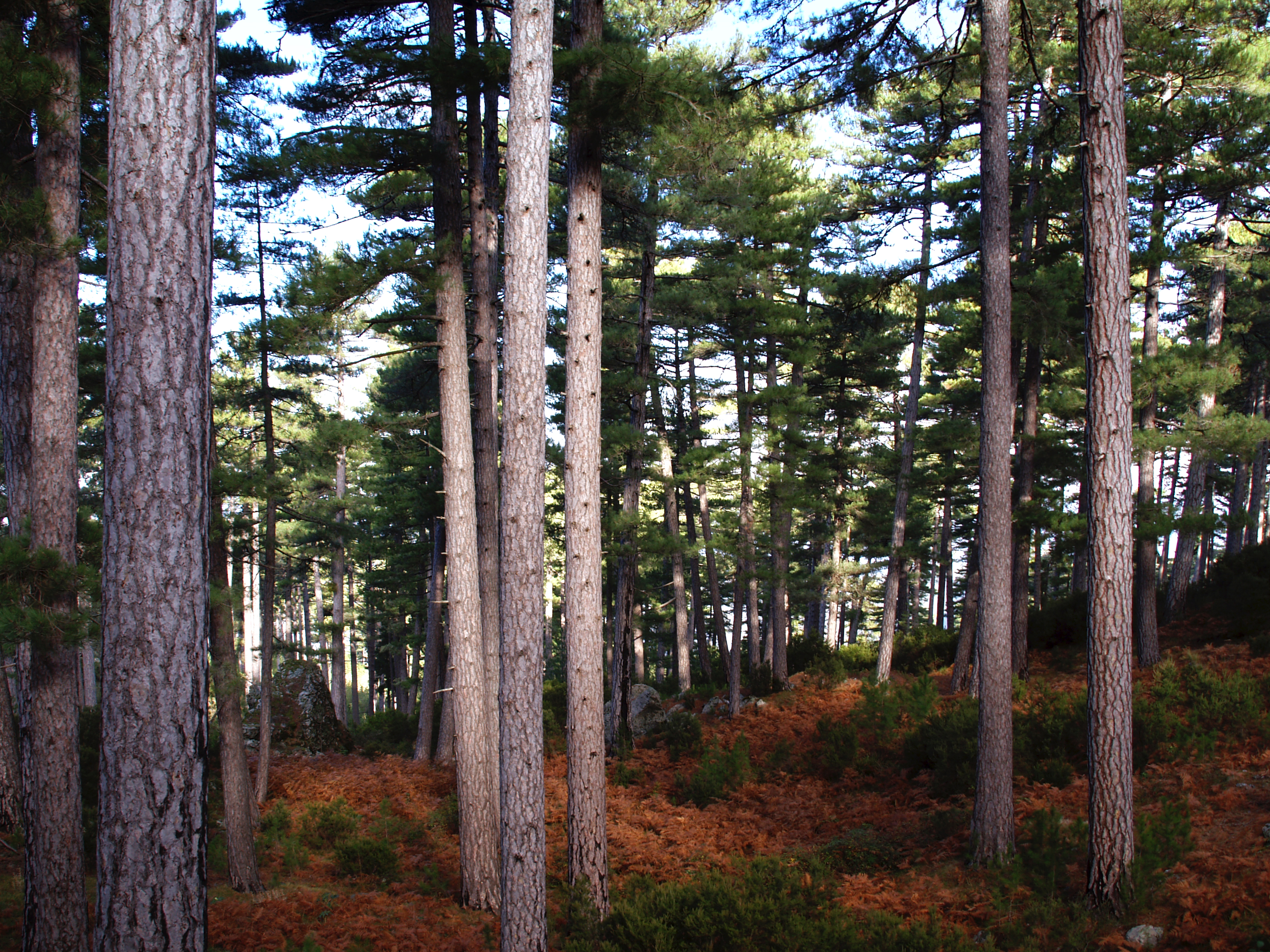
Forêt de Padula.

L'altitude moyenne de la zone habitée est de 520 mètres, ce qui explique le rigoureux climat hivernal. On compte en moyenne 43 jours de neige par an, et 197 jours de soleil.
Située proche du sillon d'altitude modérée qu'est la dépression centrale de l'île, Noceta bénéficie d'un climat contrasté semblable à celui de la cuvette cortenaise, chaud et sec en été, humide et froid en hiver. En période hivernale, le brouillard est fréquent sur la route D 343 qui traverse la partie haute de la commune, depuis Bocca Murella (824 m) jusqu'en forêt de Padula (900 m).
La commune est très boisée. Sur les flancs de la ligne de crête au Nord de Ghisoni qui la sépare de Muracciole, Noceta, Rospigliani, Ghisoni et Pietroso, s'étale la remarquable forêt de Rospa-Sorba composée essentiellement de pins larici. La commune de Noceta en détient une surface cadastrale de 46,754 3 ha. Noceta et Rospigliani se partagent la forêt de Padula, partie intégrante de la forêt territoriale de Rospa-Sorba.
Les risques d'incendie en été sont majeurs. La commune a vécu des heures tragiques en 1970 avec un important incendie qui a détruit habitations et végétation. Depuis, plusieurs parcelles ont été reboisées et des pistes forêstières ouvertes dans le double but de lutte contre les incendies et d'exploitation forestière.
Durant l'été 2000, la forêt de Rospa-Sorba a subi un sévère incendie. Le feu a parcouru 70 ha de la zone Natura 2000 (29 %). 28 ha, soit 12 % de forêt de pin laricio, ont été très sévèrement touchés. Ce sinistre s'était étendu jusqu'à la forêt territoriale de Vizzavona.

### Voies de communication et transports

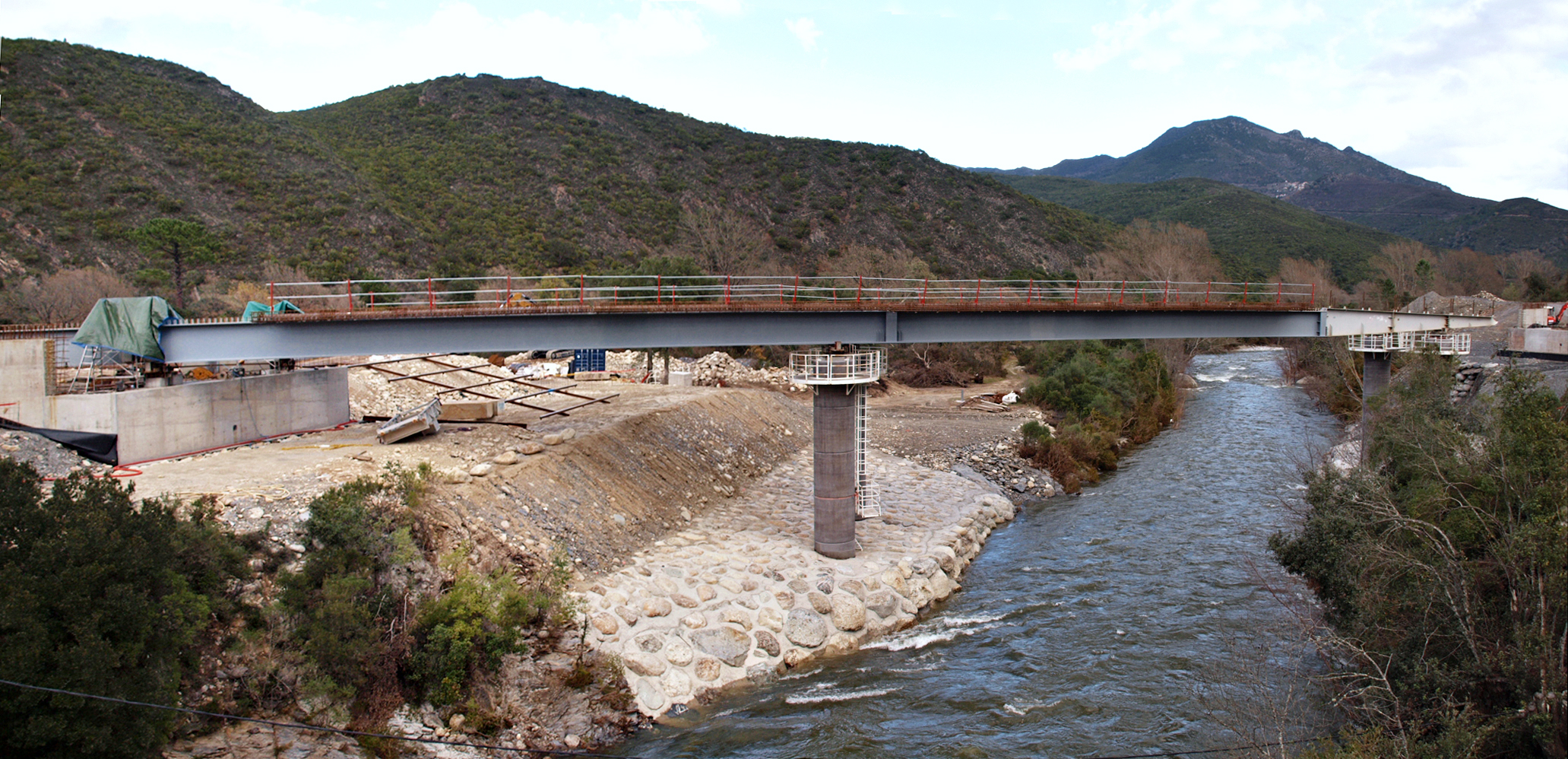
Nouveau pont d'Ajiunta en construction sur la RN 200.

#### Accès routiers
Le village, situé au Sud et à 22 km de Corte, capitale historique de la Corse, est desservi par la D 43. À l'Est, la D 43 mène à Rospigliani et au-delà, jusqu'à Aléria.
Au Sud, la D 343 qui relie la RT 20 (ex-RN 193) depuis Vivario à la RT 10 (ex-RN 198) - Domaine de Casabianda - Aléria, traverse son territoire à partir de Bocca Murella 824 m, ainsi que la forêt de Padula.
Tout au Nord-Est de la commune, la route nationale 200 emprunte sur une distance d'un peu plus de 200 m son territoire pour franchir le Vecchio avec le pont d'Ajiunta. L'ancien pont à voie unique, ne correspondant plus aux normes actuelles, est remplacé par un nouveau pont avec un tracé plus direct de la route recalibrée.

#### Transports
Ferroviaires
La ligne des Chemins de fer de Corse frôle son territoire en longeant la route nationale 193.
La gare la plus proche se situe à Venaco, la commune voisine, distante de 10 km. Celle de Vivario se trouve à 18 km.
Aériens et maritimes
Le village est distant, par route, de :
- 74 km de l'aéroport d'Ajaccio-Napoléon-Bonaparte,
- 75 km de l'aéroport de Bastia Poretta,
- 107 km de l'aéroport de Calvi-Sainte-Catherine,
- 77 km du port de commerce d'Ajaccio,
- 86 km du port de commerce de L'Île-Rousse,
- 93 km du port de commerce de Bastia.

## Urbanisme

### Typologie
Noceta est une commune rurale, car elle fait partie des communes peu ou très peu denses, au sens de la grille communale de densité de l'Insee,,,.
La commune est en outre hors attraction des villes,.

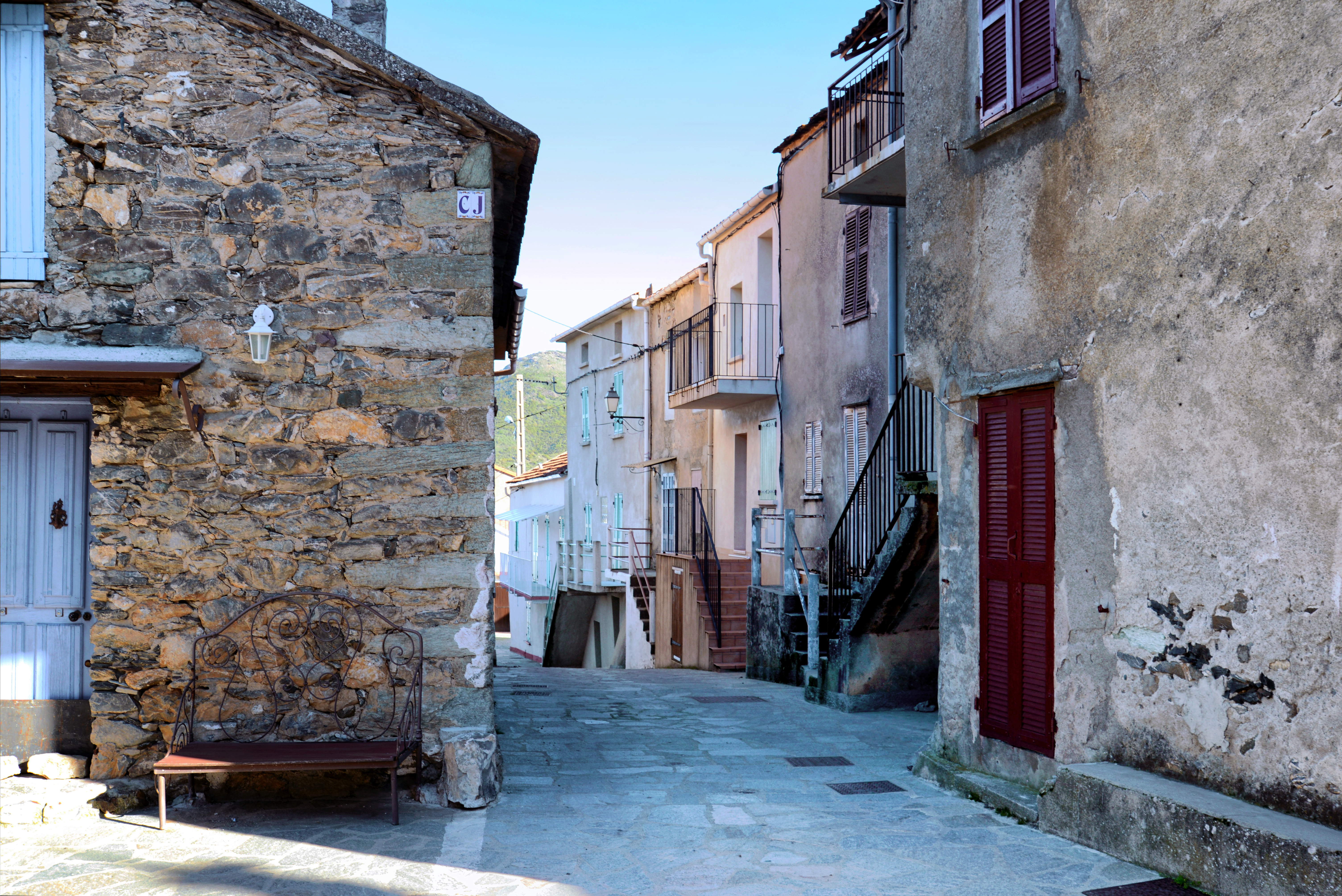
La rue principale du village.

Le village de Noceta seul lieu habité de la commune, a été construit le long d'une arête de montagne, son église Saint-Paul le dominant à 537 m d'altitude. Les habitations sont resserrées autour de la rue centrale, la D43 dans sa traversée du village.
À la sortie sud se dresse le faubourg de Grotella, une zone d'habitations plus dispersée, qui fut détruite en grande partie lors de l'incendie de 1970. Le cimetière est disposé sur une hauteur à l'ouest du village.
Flanquée au nord d'un chaînon montagneux, la commune comporte de nombreuses sources et fontaines. Noceta possède deux réservoirs d'eau ainsi qu'une station de traitement des eaux usées.

### Occupation des sols
L'occupation des sols de la commune, telle qu'elle ressort de la base de données européenne d’occupation biophysique des sols Corine Land Cover (CLC), est marquée par l'importance des forêts et milieux semi-naturels (99,8 % en 2018), une proportion identique à celle de 1990 (100 %). La répartition détaillée en 2018 est la suivante :
milieux à végétation arbustive et/ou herbacée (63,1 %), forêts (34,7 %), espaces ouverts, sans ou avec peu de végétation (2 %), zones agricoles hétérogènes (0,2 %). L'évolution de l’occupation des sols de la commune et de ses infrastructures peut être observée sur les différentes représentations cartographiques du territoire : la carte de Cassini (XVIIIe siècle), la carte d'état-major (1820-1866) et les cartes ou photos aériennes de l'IGN pour la période actuelle (1950 à aujourd'hui).

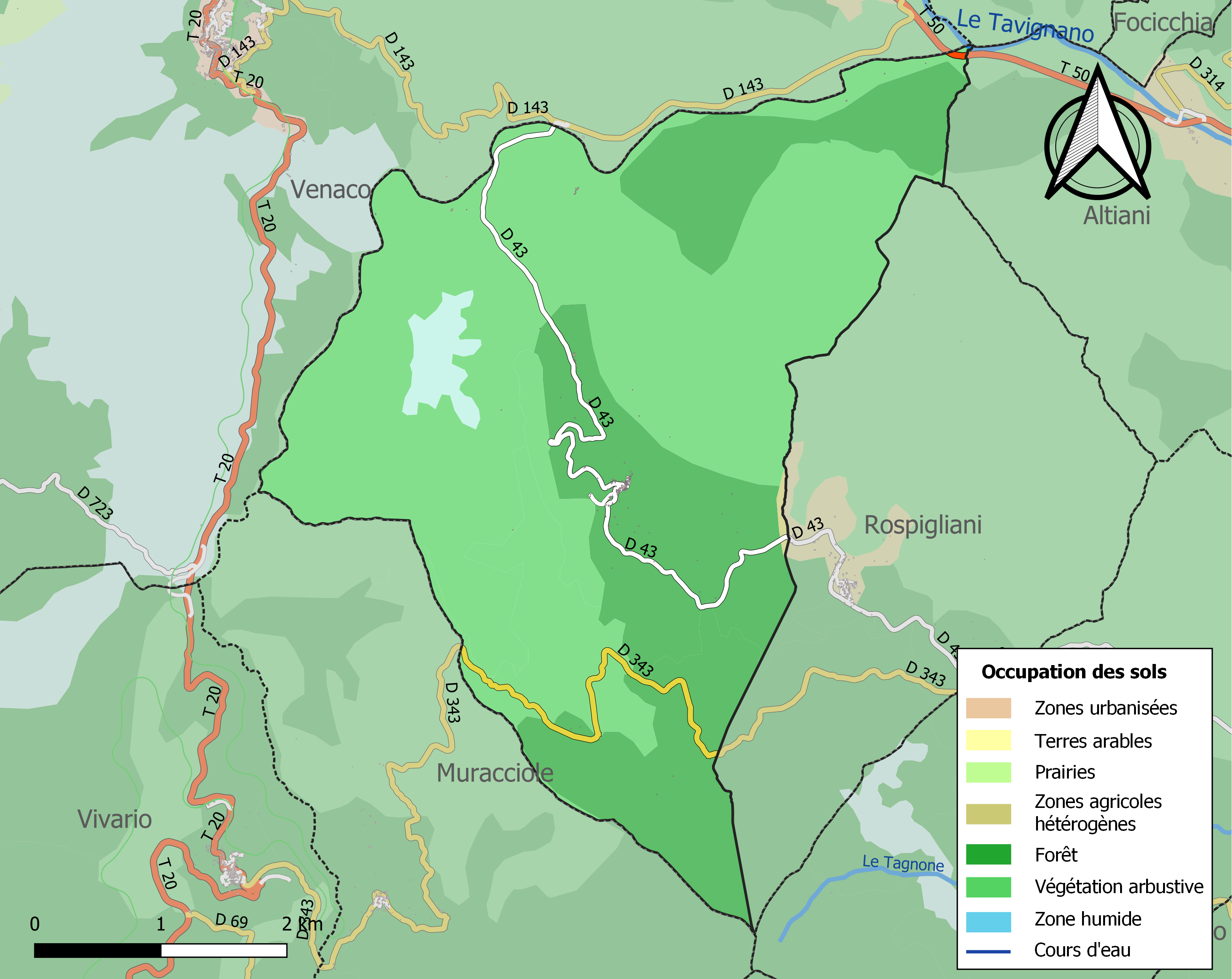
Carte des infrastructures et de l'occupation des sols de la commune en 2018 (CLC).

## Histoire

### Moyen Âge
En fin du XVe siècle, le territoire était celui de la piève de Rogna, qui avait pour lieux habités : Vivario (composé de li Gati, le Murachiole, Arche), Herbajolo, la Valle di Sera, la Fosigia, la Lamella, Altiani, lo Petragio, lo Pè di la Corte, lo Lunello, Porra, lo Piano Buono, la Petra Serena, Santa Maria de Talsini, Corte, Omessa, Santa Lutia, Tralunca, lo Soarello, Castirla. Rogna relevait du diocèse d'Aléria.

### Temps modernes
- Vers 1520, la piève de Rogna comptait environ 4 250 habitants. L'on ne citait pas encore Noceta, ni Rospigliani son voisin.
- 1564, le 12 juin aborda dans le golfe de Valinco Sampiero Corso qui ne tarda pas à passer dans le « Deçà des Monts ». Niccolò de' Negri nommé commandant de toutes les troupes génoises, est envoyé sur l'île pour arrêter Sampiero.

« En arrivant à Noceta, les cavaliers trouvèrent que l'on faisait des préparatifs pour recevoir Sampiero qui devait arriver le soir même dans le village. »

— Anton Pietro Filippini in Histoire de la Corse - Tome III p. 69.
- 1768 - L'île passe sous administration militaire française.
- 1789 - La Corse appartient au royaume de France. Noceta se trouve dans le ressort de la juridiction royale de Corte. Survient la Révolution française qui supprime les juridictions royales. La Constituante divise la France en 83 départements.
- 1790 - Le département de Corse est créé avec Bastia pour préfecture. Les anciennes communautés ou paroisses prennent le nom de communes. La piève de Rogna devient le canton de Rogna.
- 1791 - Corte devient chef-lieu du département ; le siège de l’évêché est fixé à Ajaccio.
- 1793 - An II. la Convention divise l'île en deux départements : El Golo (l'actuelle Haute-Corse) et Liamone (l'actuelle Corse-du-Sud) sont créés. La commune porte le nom de Noceta et intègre le nouveau canton de Sorba (issu de la piève de Castello), dans le district de Corte et le département d'El Golo.
- 1801 - Sous le Consulat[Note 2], au Bulletin des Lois, la commune de Noceta passe dans l'arrondissement de Corte, dans le département d'El Golo.
- 1811 - Les départements d'El Golo et du Liamone sont fusionnés pour former le département de Corse.
- 1828 - Le canton de Sorba devient le canton de Vezzani.
- 1866 - Noceta et Rospigliani cèdent 906 ha de terrains pour la création de la commune de Casevecchie[12].

### Époque contemporaine
- 1954 - Noceta fait partie du canton de Vezzani qui est composé avec les communes de Aghione, Antisanti, Casevecchie, Noceta, Pietroso, Rospigliani et Vezzani.
- 1970 - L'incendie de "Grotella". Un grand incendie de forêt, a été arrêté aux portes de Noceta. Le village n'a pas été touché par le feu, mais une partie du faubourg de Grotella a été détruit. Les traces de cet incendie sont encore visibles aujourd'hui.
- 1975 - L'île est à nouveau divisée en deux départements : Haute-Corse et Corse-du-Sud. Noceta se retrouve dans celui de Haute-Corse.

## Politique et administration
La commune de Noceta est traditionnellement favorable aux "Giacobbistes", expression locale associée à la famille dirigeant le Parti radical de gauche, descendant de Paul Joseph Marie Giacobbi.
L'intercommunalité avec la commune voisine de Rospigliani est envisagée depuis les années 1980, mais n'a pu aboutir faute d'un consensus politique.
À l'élection présidentielle de 2007, Ségolène Royal y a obtenu la majorité absolue dès le premier tour, avec 52 voix sur 97 exprimées.

### Liste des maires
| Période                                  | Période  | Identité      | Étiquette | Qualité                    |
| ---------------------------------------- | -------- | ------------- | --------- | -------------------------- |
| avant 1981                               | ?        | Simon Arrighi | DVG       |                            |
| mars 2008                                | En cours | Paul Paolacci | PRG       | Retraité Fonction publique |
| Les données manquantes sont à compléter. |          |               |           |                            |

## Population et société

### Démographie
L'évolution du nombre d'habitants est connue à travers les recensements de la population effectués dans la commune depuis 1800. Pour les communes de moins de 10 000 habitants, une enquête de recensement portant sur toute la population est réalisée tous les cinq ans, les populations de référence des années intermédiaires étant quant à elles estimées par interpolation ou extrapolation. Pour la commune, le premier recensement exhaustif entrant dans le cadre du nouveau dispositif a été réalisé en 2007.

En 2022, la commune comptait 68 habitants, en évolution de +13,33 % par rapport à 2016 (Haute-Corse : +5,15 %, France hors Mayotte : +2,11 %).
| 1800 | 1806 | 1821 | 1831 | 1836 | 1841 | 1846 | 1851 | 1856 |
| ---- | ---- | ---- | ---- | ---- | ---- | ---- | ---- | ---- |
| 343  | 341  | 311  | 452  | 462  | 481  | 510  | 484  | 476  |

| 1861 | 1866 | 1872 | 1876 | 1881 | 1886 | 1891 | 1896 | 1901 |
| ---- | ---- | ---- | ---- | ---- | ---- | ---- | ---- | ---- |
| 431  | 431  | 282  | 327  | 404  | 434  | 305  | 262  | 344  |

| 1906 | 1911 | 1921 | 1926 | 1931 | 1936 | 1946 | 1954 | 1962 |
| ---- | ---- | ---- | ---- | ---- | ---- | ---- | ---- | ---- |
| 343  | 262  | 430  | 182  | 155  | 123  | 109  | 84   | 107  |

| 1968 | 1975 | 1982 | 1990 | 1999 | 2006 | 2007 | 2012 | 2017 |
| ---- | ---- | ---- | ---- | ---- | ---- | ---- | ---- | ---- |
| 103  | 84   | 54   | 53   | 54   | 59   | 60   | 54   | 62   |

| 2022 | - | - | - | - | - | - | - | - |
| ---- | - | - | - | - | - | - | - | - |
| 68   | - | - | - | - | - | - | - | - |

### Enseignement
L'école primaire publique la plus proche est celle de Venaco. Collège et lycée Pascal-Paoli de Corte sont à 23 km.

### Manifestations culturelles et festivités
- La fête patronale a lieu le 30 juin bien que la Saint-Pierre et Saint-Paul soit fixée au 29 juin.
- le 7 août, fête communale.

#### Fête du bois et de la forêt de Vezzani
La forêt de Padula sert de cadre à la fête du bois et de la forêt, organisée par l'association A Leva de Vezzani. La Festa di a Furesta e di a Natura (faune et flore) dure deux jours, à la fois sur les sites de Padula et de Vezzani.

### Santé
Le village est distant de 23 km de l'hôpital régional de Corte qui est jumelé avec celui de Tattone. Les médecin, pharmacie et infirmière les plus proches se trouvent à Venaco, à une dizaine de kilomètres.

### Sports

#### Randonnées
Le village de Noceta se trouve sur le parcours du sentier de grande randonnée Mare a mare Nord variante.

### Cultes

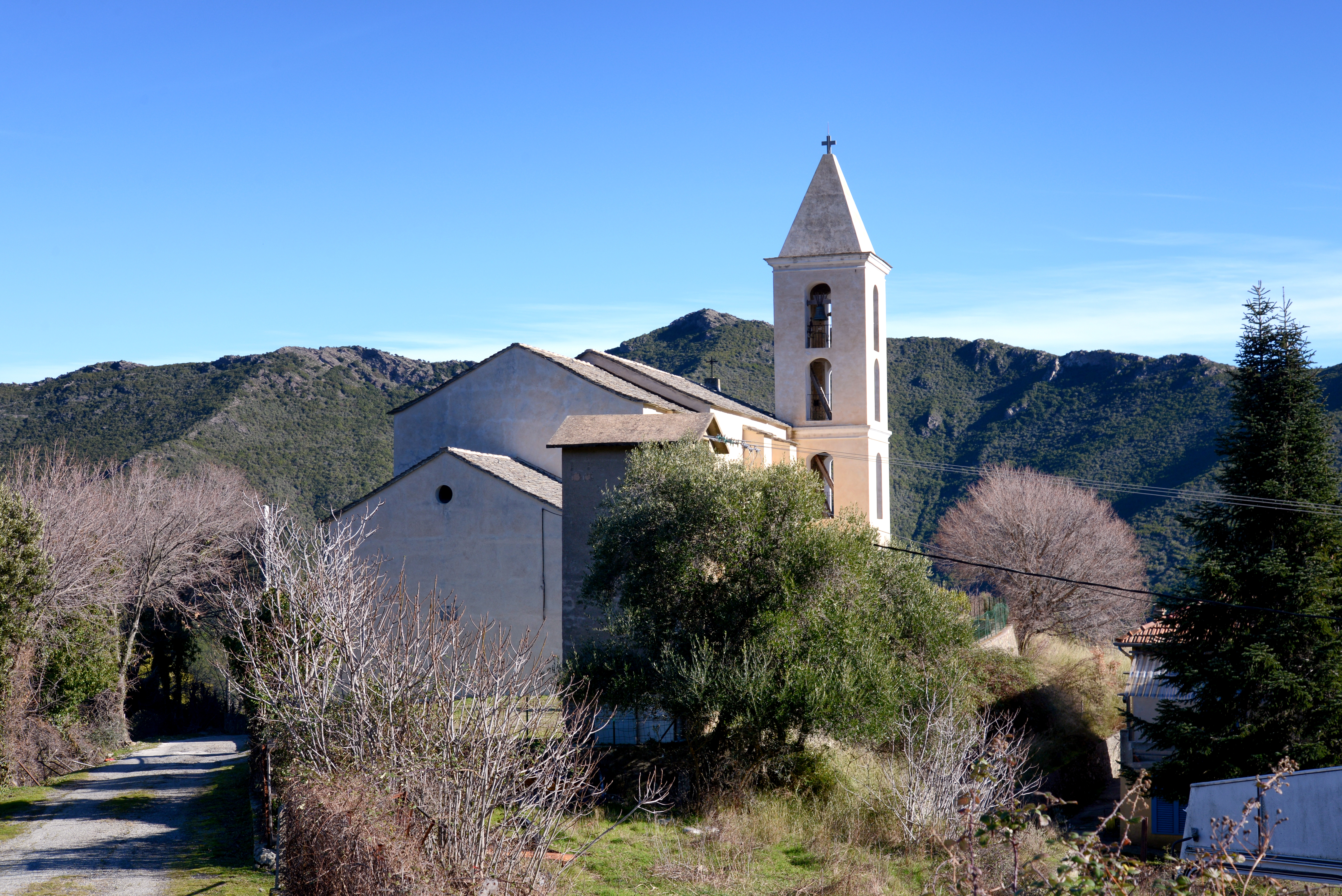
Église paroissiale Saint-Paul.

La paroisse, l'église Saint-Paul, relève du diocèse d'Ajaccio.

## Culture locale et patrimoine

### Lieux et monuments
- Le monument aux morts
- Le château (en ruines)
- Le four à pain, Fornu di Nuceta, situé au centre du village, le seul qui ait résisté aux temps. Il a été restauré par les habitants. Un panneau d'information « Patrimoine bâti » indique qu'il y avait autrefois trois fours. Les familles y faisaient cuire leur pain, ou sécher figues et châtaignes, avant de les porter au moulin.
- Le nouveau pont d'Ajiunta de la RN 200 remplaçant l'ancien pont à voie unique sur le Vecchio.

### Patrimoine religieux

#### Église Saint-Paul

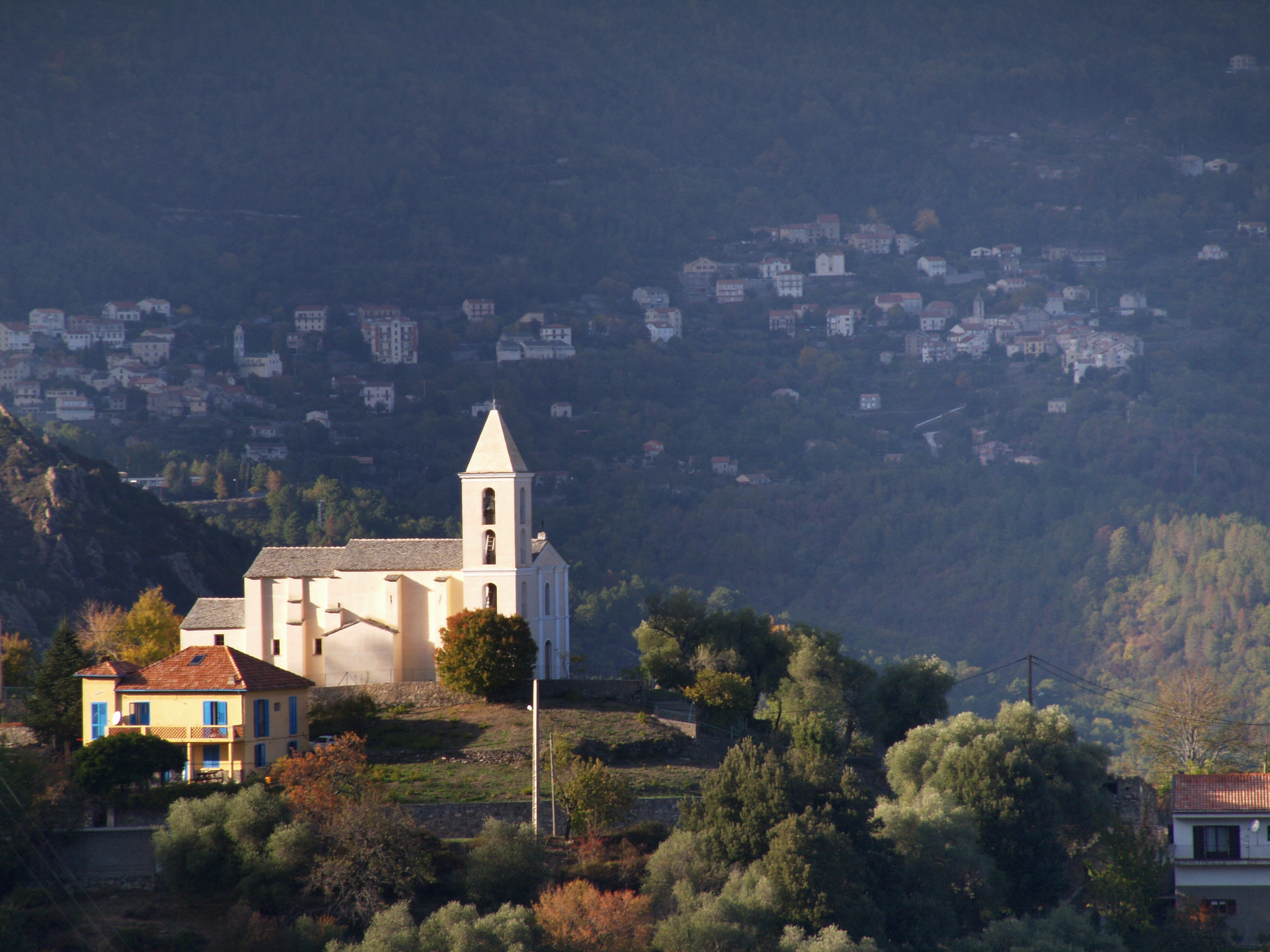
Église Saint-Paul.

L'église paroissiale, d'origine romane, située dans le faubourg de Grotella, a été remaniée aux XVIIe et XVIIIe siècles. Elle présente une façade à fronton triangulaire et un clocher latéral à flèche pyramidale aiguë. À l'intérieur, la présence d'un plancher en bois n'avait jamais attiré l'attention, jusqu'à son effondrement en 1995, qui fit découvrir un tombeau hexagonal situé au-dessous.

#### Autres
- Le presbytère de 1664
- Le tombeau octogonal du faubourg de Grotella, découvert en 1995. L'origine de ce tombeau, de construction unique, est l'un des principaux mystères archéologiques corses. L'hypothèse la plus récente relie la forme régulière de l'octogone à l'approximation d'Ahmes du nombre pi, comme décrit dans le papyrus de Rhind. Cependant, cette hypothèse est contestée.
- Le cimetière païen, situé à mi-distance entre le faubourg de Grotella et la commune voisine de Rospigliani.

### Patrimoine naturel

#### Parc naturel régional
Muracciole est une commune adhérente au parc naturel régional de Corse, dans son « territoire de vie » appelé Centre Corse.

#### ZNIEFF
La commune est concernée par deux zones naturelles d'intérêt écologique, faunistique et floristique de 2e génération :
Forêt de Rospa-Sorba

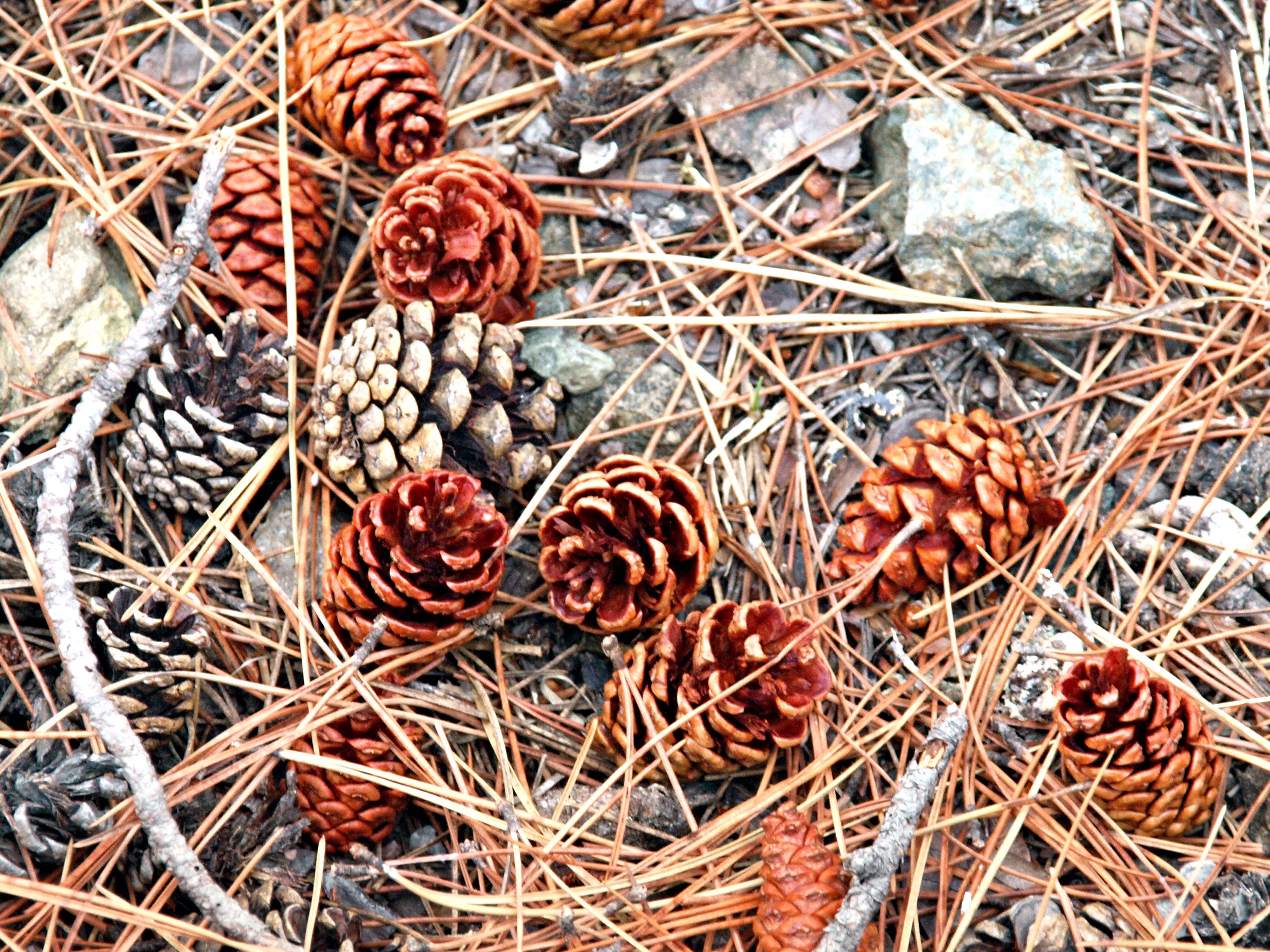
Pommes de pin laricio.

La zone d'une superficie de 3 068 ha située à l'est de Vivario, couvrent les hauteurs de six communes : Muracciole, Noceta, Pietroso, Rospigliani, Vezzani et Vivario.
Ce vaste massif forestier occupe les versants Nord-Est et Nord-Ouest d'une petite chaîne montagneuse se présentant sous l'aspect d'un "V" renversé.
L'essence principale est le pin laricio, avec un sous-bois de bruyère arborescente. Est également présent le pin maritime en mélange aux altitudes inférieures et sur les versants les mieux exposés. Le chêne vert couvre des secteurs rocheux. Dans le fond des vallons se développe l'aulne glutineux.
Basse vallée du Tavignano
La zone d'une superficie de 1 057 ha, s’étale le long du fleuve, depuis le nouveau pont d'Ajiunta jusqu'à Aléria, traversant 10 communes. La basse vallée du Tavignano est le seul endroit de Corse où l'Alose feinte se reproduit actuellement ; le fleuve abrite en outre la blennie fluviatile et de nombreux invertébrés macrobenthiques déterminants. La flore du site présente notamment une riche diversité d'orchidées.

#### Forêt de Padula

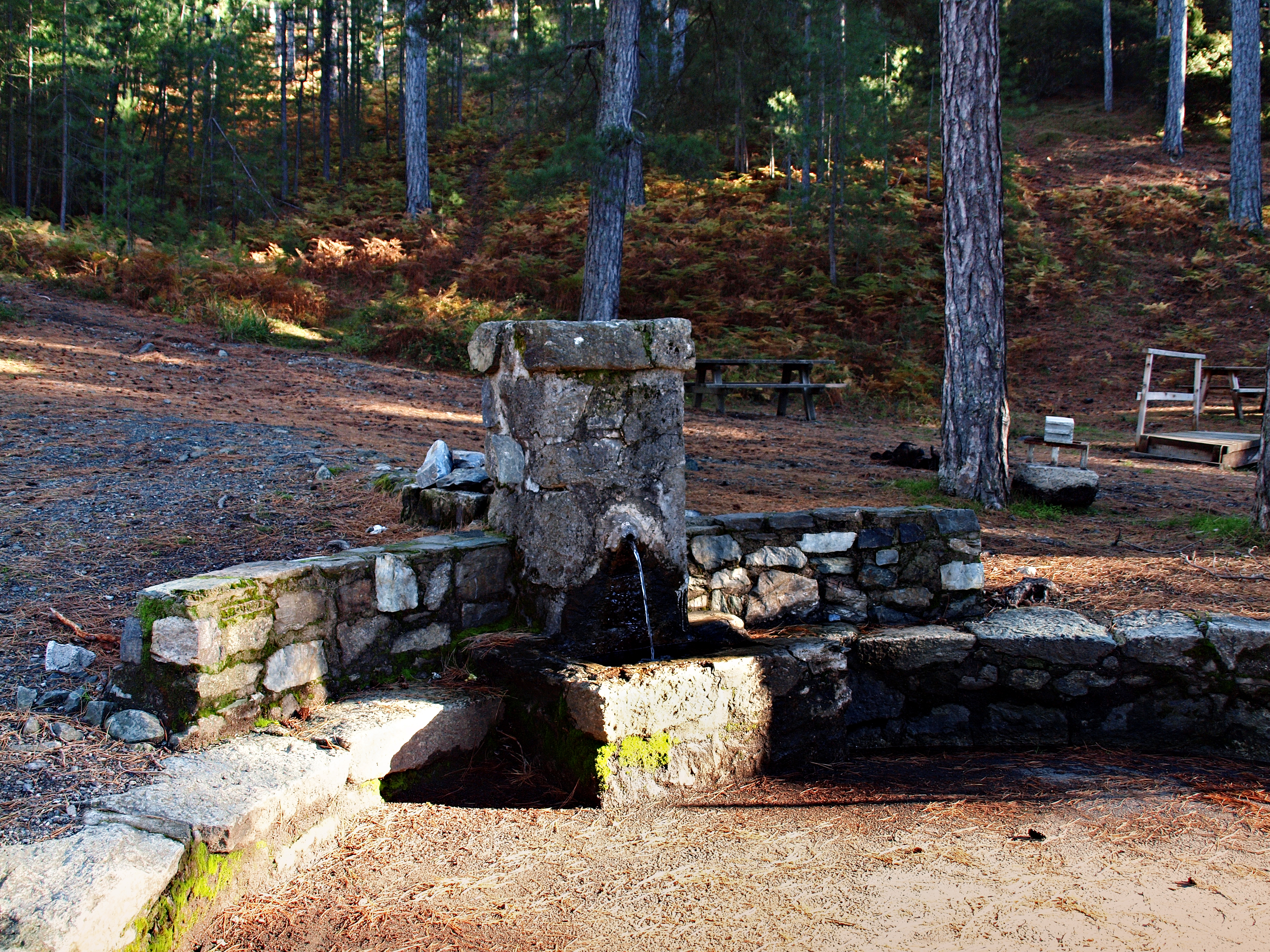
Fontaine de Padula.

Située au Nord de la Punta Paglia (1 528 m), la forêt de Padula est la forêt communale de Noceta. Elle provient de l'ancienne forêt royale de Rospa-Sorba. À la suite des contentieux entre les communes et l'État auxquels les transactions Blondel du 1er août 1851 ont mis fin, une partie de Rospa-Sorba fut attribuée aux quatre communes avoisinantes : Noceta, Rospigliani, Vezzani et Pietroso.
La forêt de Padula qui doit son nom à la fontaine éponyme située en son milieu, revint à la commune de Noceta. D'une superficie de 237,72 hectares, cette forêt fut soumise au régime forestier par décret du 19 mai 1857.
En 1990, elle s'est agrandie de 16,65 hectares, avec des terrains acquis à des particuliers. Ces terrains sont soumis au régime forestier par arrêté préfectoral du 26 avril 1991. L'ONF et le parc naturel régional de Corse en assurent la gestion.
Padula est un site forestier où se déroule chaque été, durant deux jours, la Festa di a Furesta e di a Natura (faune et flore) organisée par l'association A Leva de Vezzani. Cette fête du Bois et de la Forêt se déroule en même temps au village de Vezzani.